# NGC 2175
 Cụm mở NGC 2175 (còn được gọi là OCL 476 hoặc Cr 84) là cụm mở trong chòm sao Orion, được nhúng trong một tinh vân khuếch tán. Nó được phát hiện bởi Giovanni Batista Hodierna trước năm 1654 và được phát hiện độc lập bởi Karl Christian Bruhns vào năm 1857. NGC 2175 ở cách Trái đất khoảng 6.350 năm ánh sáng.
Các tinh vân xung quanh nó là danh mục Sharpless Sh 2-252.
Có một số tương đương trong việc sử dụng các định danh NGC 2174 và NGC 2175. Chúng có thể áp dụng cho toàn bộ tinh vân, cho nút sáng nhất của nó hoặc cho cụm sao mà nó bao gồm. Cẩm nang thiên thể của Burnham liệt kê toàn bộ tinh vân là 2174/2175 và không đề cập đến cụm sao. Dự án NGC (làm việc từ các ghi chú mô tả ban đầu) gán NGC 2174 cho nút thắt nổi bật tại J2000 06h 09m 23.7s, +20° 39′ 34″  NGC 2175 cho toàn bộ tinh vân, và bằng cách mở rộng của cụm sao. Simbad sử dụng NGC 2174 cho tinh vân và NGC 2175 cho cụm sao.